# Eurya megatrichocarpa
Eurya megatrichocarpa là một loài thực vật có hoa trong họ Pentaphylacaceae. Loài này được H.T.Chang mô tả khoa học đầu tiên năm 1954.